# Gran priorato d'Austria del sovrano militare ordine di Malta
Il Gran Priorato d'Austria del sovrano militare ordine di Malta (in tedesco Großpriorat von Österreich des Souveränen Malteser-Ritter-Ordens) è un'istituzione del Sovrano Militare Ordine di Malta.

## Storia
Nel 1146 il nobile Chadolt il Vecchio donò il castello di Mailberg all'allora Ordine dei giovanniti; l'Ordine attuale finanzia le sue attività di beneficenza con i proventi delle attività agricole del castello, oltre che delle attività forestali in Stiria.
L'Ordine possiede anche nove chiese austriache:
- Chiesa maltese di Vienna;
- Chiesa di San Giovanni di Unterlaa (Vienna);
- Chiesa parrocchiale di Mailberg;
- Chiesa parrocchiale della Santissima Trinità di Großharras;
- Chiesa parrocchiale di Fürstenfeld;
- Chiesa parrocchiale di Altenmarkt bei Fürstenfeld;
- Chiesa patronale di Ligist;
- Chiesa parrocchiale di Maria di Pulst;
- Chiesa filiale di Lebmach.

## Delegazioni
Il Gran Priorato è diviso in sette delegazioni che coprono il territorio federale austriaco, composto da nove stati. Infatti il land di Vienna e della Bassa Austria sono uniti a formare una sola delegazione, così come il Tirolo e il Vorarlberg.

## Gran priori
Il ruolo di Gran Priore (Großprior) viene assegnato a un cavaliere professo che resta in carica per sei anni. Qualora non possa esercitare il suo ufficio, viene eletto un Procuratore (Prokurator).

### Elenco
- 1990-2006: Wilhelm von und zu Liechtenstein;
- 2006-2022: Norbert Salburg-Falkenstein (Procuratore);[4]
- Dal 2022: Gottfried Kühnelt-Leddihn.[4]